# .sh
.sh ist die länderspezifische Top-Level-Domain (ccTLD) der gleichberechtigten Teilgebiete St. Helena und Tristan da Cunha des Britischen Überseegebietes St. Helena, Ascension und Tristan da Cunha. Sie wurde am 23. September 1997 eingeführt und der Regierung zugeteilt. Ascension führt mit .ac eine eigene ccTLD.

## Eigenschaften
Eine .sh-Domain darf zwischen drei und 63 Stellen lang sein und nur alphanumerische Zeichen beinhalten, internationalisierte Domainnamen werden unterstützt. Jede natürliche oder juristische Person weltweit kann Inhaber einer .sh-Domain sein, ein Sitz auf den Inseln ist nicht notwendig. Trotz der liberalen Vergabekriterien spielt .sh international kaum eine Rolle, lottery.sh war die teuerste jemals gehandelte .sh-Domain. Die Domain wird teilweise von Website-Betreibern genutzt, um einen Bezug zum deutschen Bundesland Schleswig-Holstein herzustellen. Da .sh auch von Shellskripten als Dateinamenserweiterung verwendet wird, nutzen auch einige Webseiten über Konsolenanwendungen wie Homebrew oder Helm die Domain.